# Barnard 68
Barnard 68 je molekularni oblak, temna absorpcijska meglica ali Bokova globula proti južnemu ozvezdju Kačenosca in v krajevni Galaksiji na razdalji približno 400 svetlobnih let. Telo je tako blizu Osončja, da med njim in Soncem ni mogoče videti nobene zvezde. Ameriški astronom Edward Emerson Barnard je leta 1919 dodal to meglico v svoj katalog temnih meglic. Njegov katalog je bil objavljen leta 1927 in je tedaj je vseboval nekaj 350 teles. Zaradi njene neprosojnosti je njena notranjost zelo hladna in temperatura je enaka približno 16 K (−257 °C). Masa meglice je približno enaka dvojni Sončevi masi in njen premer je približno polovica svetlobnega leta.

## Značilnosti
Kljub temu, da je pri valovnih dolžinah vidne svetlobe meglica nejasna, so z Zelo velikim daljnogledom (VLT) na čilenski gori Cerro Paranal razkrili prisotnost približno 3.700 blokiranih zvezd krajevne Galaksije v ozadju, od katerih jih je približno 1000 vidnih v infrardečih valovnih dolžinah. S skrbnim merjenjem stopnje zatemnitve so lepo vzorčili in točno preslikali porazdelitve prahu znotraj oblaka. Z opazovanji, dobljenimi s Herschelovim vesoljskim observatorijem, so lahko še bolj omejili porazdelitev prašne komponente in njeno temperaturo. Zaradi bližine temnega oblaka Osončju so opazovanja in meritve lažje. Če ga zunanje sile ne motijo, je stabilnost oblakov prahu ravno ravnovesje med zunanjim tlakom, ki ga povzroča toplota ali tlak vsebine oblaka, in gravitacijskimi silami, ki jih ustvarjajo isti delci (glej Jeansova nestabilnost in Bonnor-Ebertova masa). To povzroči, da oblak koleba ali niha na način, ki ni podoben tistemu velikega milnega mehurčka ali balona napolnjenega z vodo. Da bi oblak postal zvezda, mora gravitacija pridobiti zgornji del, ki je dovolj dolg, da povzroči propad oblaka in doseže temperaturo in gostoto, kjer se lahko vzdržuje jedrsko zlivanje. Ko se to zgodi, precej manjša velikost zvezdne ovojnice nakaže novo ravnovesje med močno povečano gravitacijo in sevalnim tlakom.
Dobro določeni robovi meglice Barnard 68 in druge njene značilnosti kažejo, da je na robu gravitacijskega kolapsa, ko bo v približno naslednjih 200.000 letih postala zvezda.